# Districte de Nyarugenge
El districte de Nyarugenge és un akarere (districte) de Kigali, a Ruanda. La seva capital és Nyarugenge. El seu cor és el centre de la ciutat de Kigali (que es troba cap a l'oest de la zona urbana i la província), i conté la majoria dels negocis de la ciutat. El Lycée de Kigali (LDK) es troba a la cel·la Kiyovu del sector Nyarugenge.

## Sectors
El districte de Nyarugenge està dividit en 10 sectors (imirenge): Gitega, Kanyinya, Kigali, Kimisagara, Mageragere, Muhima, Nyakabanda, Nyamirambo, Nyarugenge i Rwezamenyo.